# اشتایر اچ‌اس ٫۵۰

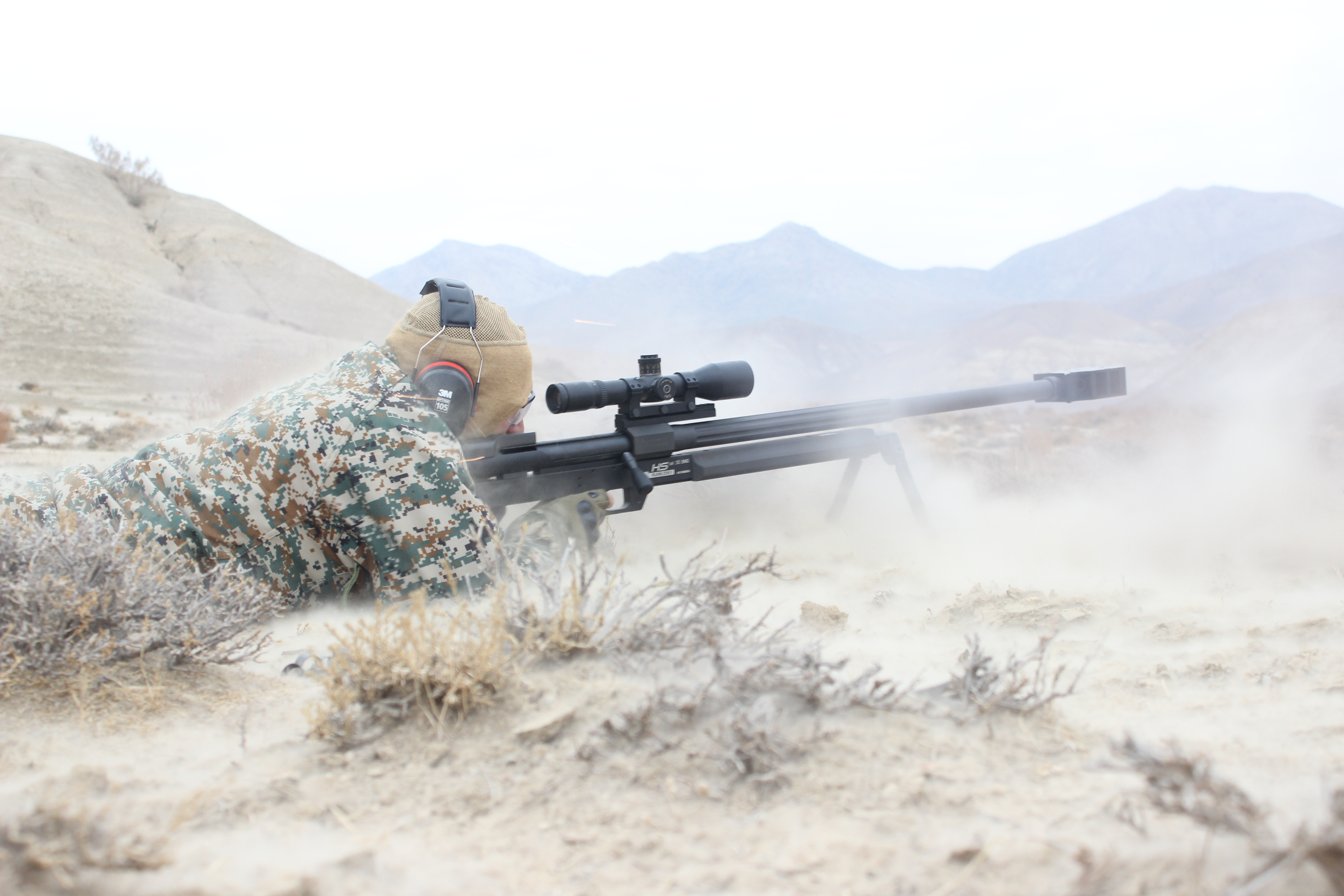
تک‌تیرانداز ایرانی در حال شلیک با اشتایر اچ‌اس ٫۵۰

اشتایر اچ‌اس ٫۵۰ (به آلمانی: Steyr HS .50) یک تفنگ تک‌تیرانداز ضد تجهیزات، تک‌تیر با کالیبر ۰٫۵۰ بی‌ام‌جی است که توسط شرکت اشتایر مانلیخر ساخته شده‌است. اشتایر اچ‌اس ٫۵۰ اسلحه‌ای تک‌تیر است که به‌صورت دستی مسلح می‌شود. این سلاح فاقد خشاب است، بنابراین برای هر بار شلیک، اسلحه باید به‌طور مستقیم (دستی) از دریچه پوکه‌پران توسط یک تیر فشنگ پر شود و فشنگ توسط حرکت (هل دادن) رو به جلوی گلنگدن یا آلات متحرکه که با دست انجام می‌پذیرد در جان لوله قرار گیرد. خان‌کشی یا شیارکشی لوله سلاح به روش چکش‌کاری سرد صورت پذیرفته که همین امر سبب دقت بسیار بالای سلاح در برد مؤثر ۱۵۰۰ متری آن شده‌است. این سلاح دارای دوپایه قابل تنظیم است و شعله‌پوش آن به‌طور بسیار مؤثری لگد یا پس‌زدن آن را برای تیراندازی راحت‌تر کاهش می‌دهد، همچنین این سلاح دارای ریل دوربین برای نصب انواع تجهیزات اپتیکی است.

## کاربران
- آرژانتین

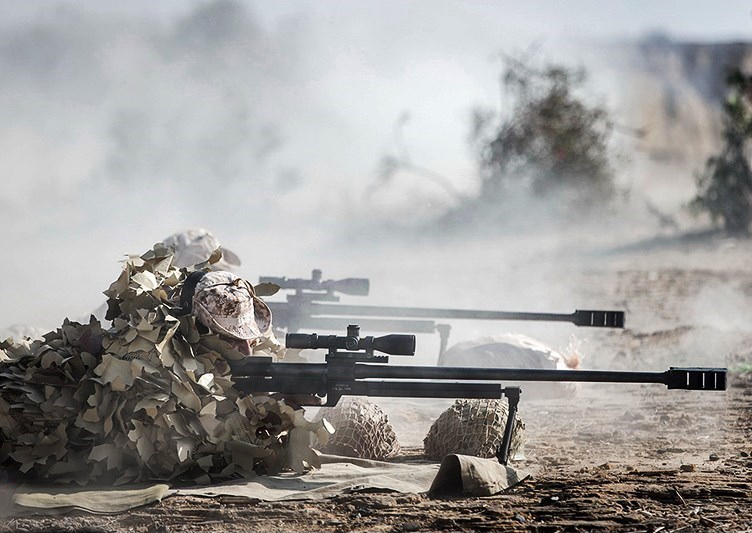
اشتایر اچ‌اس ٫۵۰ در دست تکاوران نیروی دریایی ایران

- ایران: تعداد ۱۰۰۰ قبضه از این سلاح در سال ۲۰۰۶ خریداری شد. ایران نسخه بومی خود را با نام صیاد و باهر و شاهر تولید می‌کند. ایران همچنین این سلاح را در اختیار گروه‌های تحت فرمان خود قرار می‌دهد.[۱]
- روسیه: توسط نیروهای پلیس و نیروهای ویژه به کار گرفته شده‌است.[۲]
- سوریه: توسط نیروهای ارتش سوریه به کار گرفته شده‌است.[۳]
- فلسطین: توسط گروه حماس و سایر گروه‌ها در غزه به کار گرفته می‌شود.[۴]
- کامرون
- مکزیک: توسط نیروهای ویژه ارتش مکزیک به کار گرفته شده‌است.